# Cartoon Network (Pologne)
Pour les articles homonymes, voir Cartoon Network (homonymie).
Cartoon Network il était une chaîne de télévision thématique polonaise du groupe Warner Bros. Discovery lancée le 1er septembre 1998 comme un flux localisé de la chaîne de télévision américaine du même nom. Le 30 septembre 2002, la chaîne a commencé à être diffusée en Hongrie et en Roumanie, partageant ainsi son flux vidéo avec ces pays tout en ajoutant deux pistes audio supplémentaires en hongrois et en roumain.
Le 1er mars 2007, Cartoon Network Pologne a commencé à diffuser 24 heures par jour. Le 1er octobre 2008, un flux distinct de Cartoon Network a été créé pour la Hongrie et la Roumanie, tandis que les deux pistes audio supplémentaires qui étaient auparavant sur la chaîne ajoutée en 2002 y ont été déplacées. Les deux flux sont transmis depuis Varsovie. La chaîne appartient à Turner Broadcasting System Germany. La chaîne a également diffusé un bloc de programmation Toonami entre 2002 et 2006,.
Le 14 octobre 2015, la chaîne est lancée en HD,.
Le 1er septembre 2016, Cartoon Network Pologne a été renommé à l'aide de graphiques du package de marque Check It 4.0. Le 4 juin 2018 à 22 h, la chaîne a diffusé Cartoon Network Classics pour la première fois.
Le 18 septembre 2024, à 06h00, Cartoon Network Pologne a fusionné avec SEE feed et Europe centrale et de l'Est.